# Pero caustomeris
Pero caustomeris là một loài bướm đêm trong họ Geometridae.